# Inpumon-in no tayū
Inpumon-in no tayū (jap. 殷富門院大輔 Inpumon-in no tayū; ur.  około 1131, zm. około 1200) – japońska poetka, tworząca na przełomie okresów Heian i Kamakura. Zaliczana do Trzydziestu Sześciu Mistrzyń Poezji. Znana jako „Tayū tysiąca wierszy”.

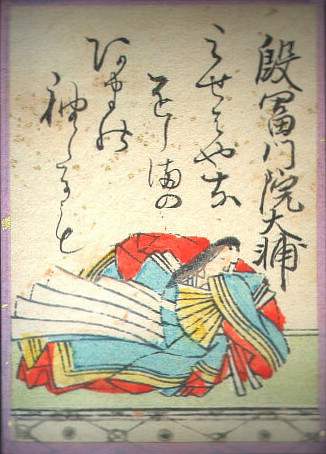
Inpumon-in no tayū, ilustracja z Ogura Hyakunin-isshu

Córka Fujiwary no Nobunariego. Służyła jako dama dworu księżnej Ryōshi (znanej jako Inpumon-in, córki cesarza Go-Shirakawy), i w 1192 r. wraz z nią została mniszką buddyjską.
Aktywnie uczestniczyła w życiu literackim, biorąc udział w licznych konkursach poetyckich. Należała do kręgu poetów związanych z Shun’e. Pozostawiła po sobie prywatny zbiór wierszy (Inpumon-in tayū shū). Sześćdziesiąt pięć utworów jej autorstwa zamieszczonych zostało w cesarskich antologiach poezji. Jeden z jej wierszy wybrany został również do Ogura Hyakunin-isshu.